# Cake (2005)
Cake is een Amerikaans-Canadese romantische komedie uit 2005, geregisseerd door Nisha Ganatra en geproduceerd door Miranda de Pencier. De hoofdrollen worden vertolkt door Heather Graham, David Sutcliffe en Taye Diggs.

## Verhaal
De 29-jarige Pippa McGee (Heather Graham) is een schrijfster die besluit het bedrijf van haar vader over te nemen. Ze heeft nog geen enkele serieuze relatie gehad. Bij haar werk ontmoet ze een paar knappe mannen.

## Rolbezetting
| Acteur                | Personage       |
| --------------------- | --------------- |
| Heather Graham        | Pippa McGee     |
| David Sutcliffe       | Ian Grey        |
| Taye Diggs            | Hemingway Jones |
| Sandra Oh             | Lulu            |
| Keram Malicki-Sanchez | Frank           |
| Cheryl Hines          | Roxanne         |
| Bruce Gray            | Malcolm McGee   |
| Sarah Chalke          | Jane            |
| Sabrina Grdevich      | Rachel          |
| Michael McMurtry      | Luke            |
| Amy Price-Francis     | Sasha           |
| Reagan Pasternak      | Sydney          |
| Jefferson Brown       | Clifford        |
| Suzanne Cyr           | Suzanne         |
| Frank Chiesurin       | Chad            |
| Dominic Cuzzocrea     | Antiekhandelaar |
| Billy Khoury          | Diego           |
| Carlo Rota            | Bob Jackman     |
| Kasia Vassos          | Lane            |
| Martin Roach          | Barman          |
| Ron White             | Janes vader     |
| Jonathan Keltz        | Kamerdienaar    |